# Graft-bástya
A Graft-bástya (románul: Bastionul Graft, németül: Graftbastei vagy Torbastei) Brassó középkori városerődjének leglátványosabbnak tartott bástyája. Az északnyugati várfal részeként a romániai műemlékek jegyzékében a BV-II-m-A-11294.02 sorszámon szerepel.
A 16. században épült a Bácsél (a Warthe-domb délkeleti oldala, németül Raupenberg) alatt. Kettős célt szolgált: az egyik, hogy felügyelje az északnyugati várfal mentén húzódó utat, a másik, hogy összeköttetést teremtsen a vár és a Fehér torony között. Ma múzeumi kiállítás tekinthető meg benne.

## Elnevezése
A bástya a Graft-csatornától, a Köszörű-patak 14. században Újbrassó szélén kialakított vízelvezetőjétől kölcsönzi nevét (Gracht alnémetül sáncot jelent). Németül Torbastei-nek, azaz Kapu-bástyának is nevezik; ez nem jelenti azt, hogy itt valamikor városkapu lett volna, hanem a bástya formájára, a csatorna fölötti kapuszerű boltívre utal. Orbán Balázsnál nyergesek erődje néven jelenik meg, mivel a nyereggyártók céhe védte és tartotta karban.

## Története
Brassó első várfalait a 14. század végén kezdték építeni, és a 15. század közepére készültek el velük. Az északnyugati várfal ekkor még távolabb volt a Graft medrétől, és nyolc torony őrizte. Ugyanekkor építették a Warthe-dombot vigyázó Fehér tornyot.
A falból messzire kiugró Graft-bástyát 1515–1521 között építették a Fehér torony alatt, egyenlő távolságra a várfal két sarkától, hogy rálátást biztosítson az egész északnyugati várfalra, mozgóhídon keresztül könnyen elláthassa a Fehér tornyot lőszerekkel és élelemmel, és ostrom idején is biztosíthassa a torony védőinek cseréjét. 1545–1550 között egy további várfalat is emeltek; ekkor nyerte el a bástya jelenlegi formáját. 1575-ben a várfal és a patak között gyalogos utat alakítottak ki, a mai Várkert sétány elődjét.
1809. augusztus 24-én egy felhőszakadás során a Köszörű-patak kicsapott a Graft-csatornából, és megrongálta a bástyát és az északnyugati várfalat. 1822-ben a falat három boltívvel erősítették meg; ezek közül 1902-ben kettőt lebontottak a hozzájuk tartozó várfallal együtt, Friedrich Czell házának építésekor.
2001-ben a bástya teteje részben leégett; 2002-ben kijavították. 2003–2005 között felújították; ekkor javították ki a Fehér-toronyhoz vezető lépcsőt is.

## Leírása
Az építmény háromszintes, nyeregtetős fedéllel; alapjánál a fal vastagsága 4 méter. Mindkét oldalán lőrések és forró szurok leöntésére kialakított nyílások vannak, a Fehér torony elérését a hegy felőli oldalon nyíló ajtó és felvonóhíd szolgálta. A felvonóhidat befalazták, azonban az ajtó ma is létezik, és itt nyílik bejárás a bástyába. Belsejében a Brassó Megyei Történeti Múzeum állandó kiállítása tekinthető meg a város középkori védőműveiről és védőiről. Egy időben kávézó és szuvenírbolt is működött benne.
Északkeleti falán eredetileg nyolcsoros felirat állt, melynek nagy része ma már olvashatatlan, és korábbi másolat sem maradt fenn róla.

## Képek

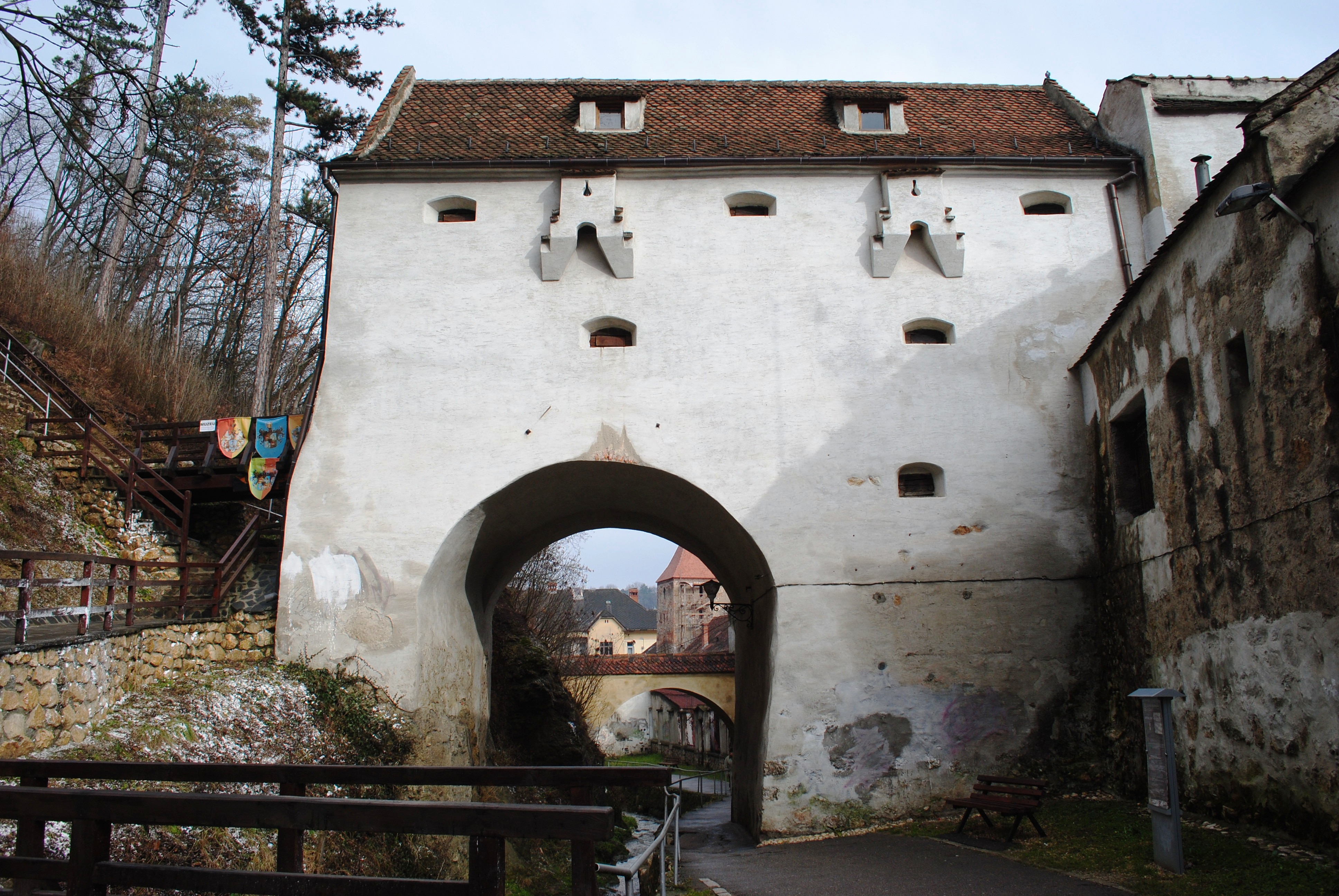
A bástya délnyugatról
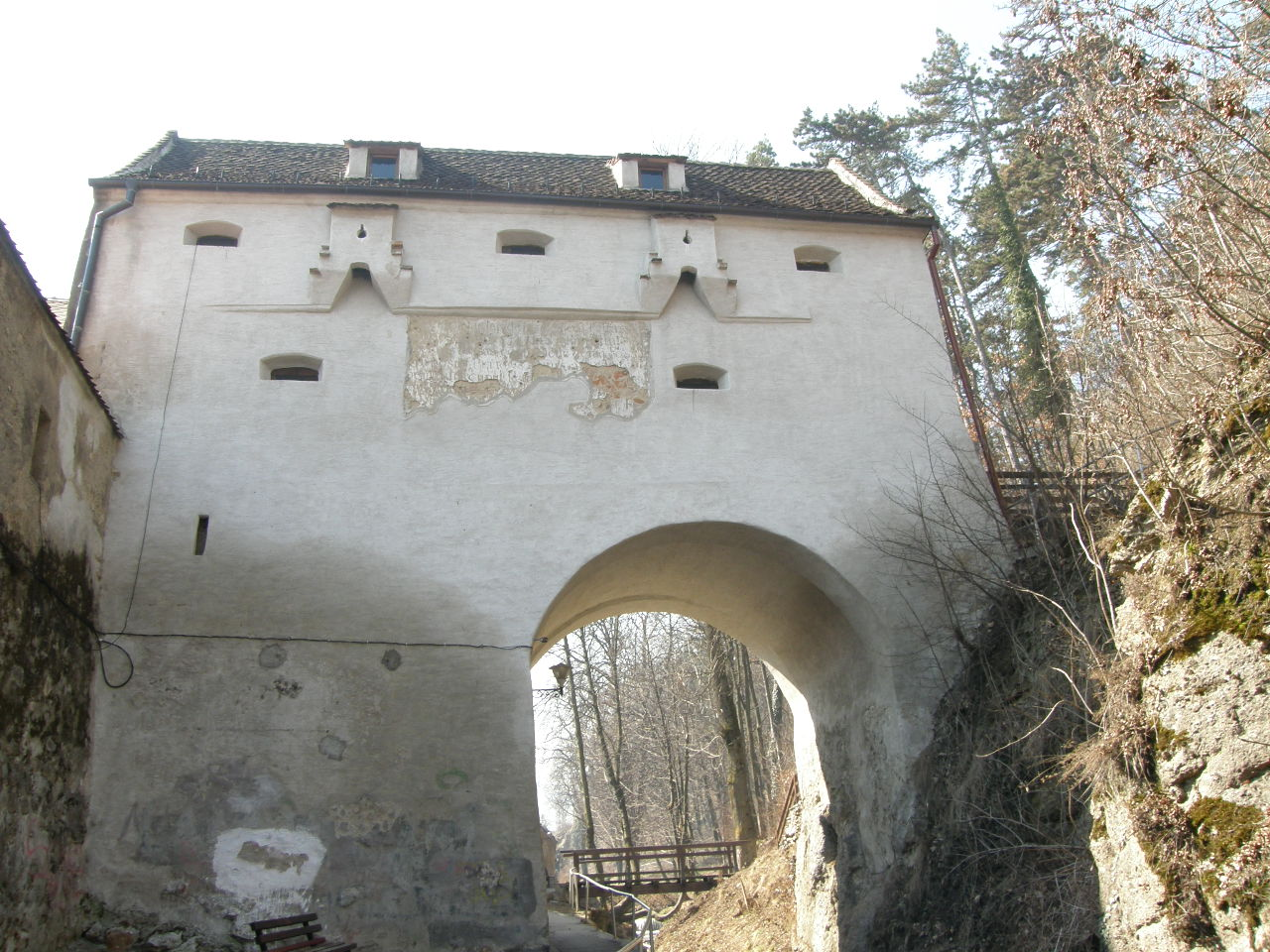
A bástya északkeletről
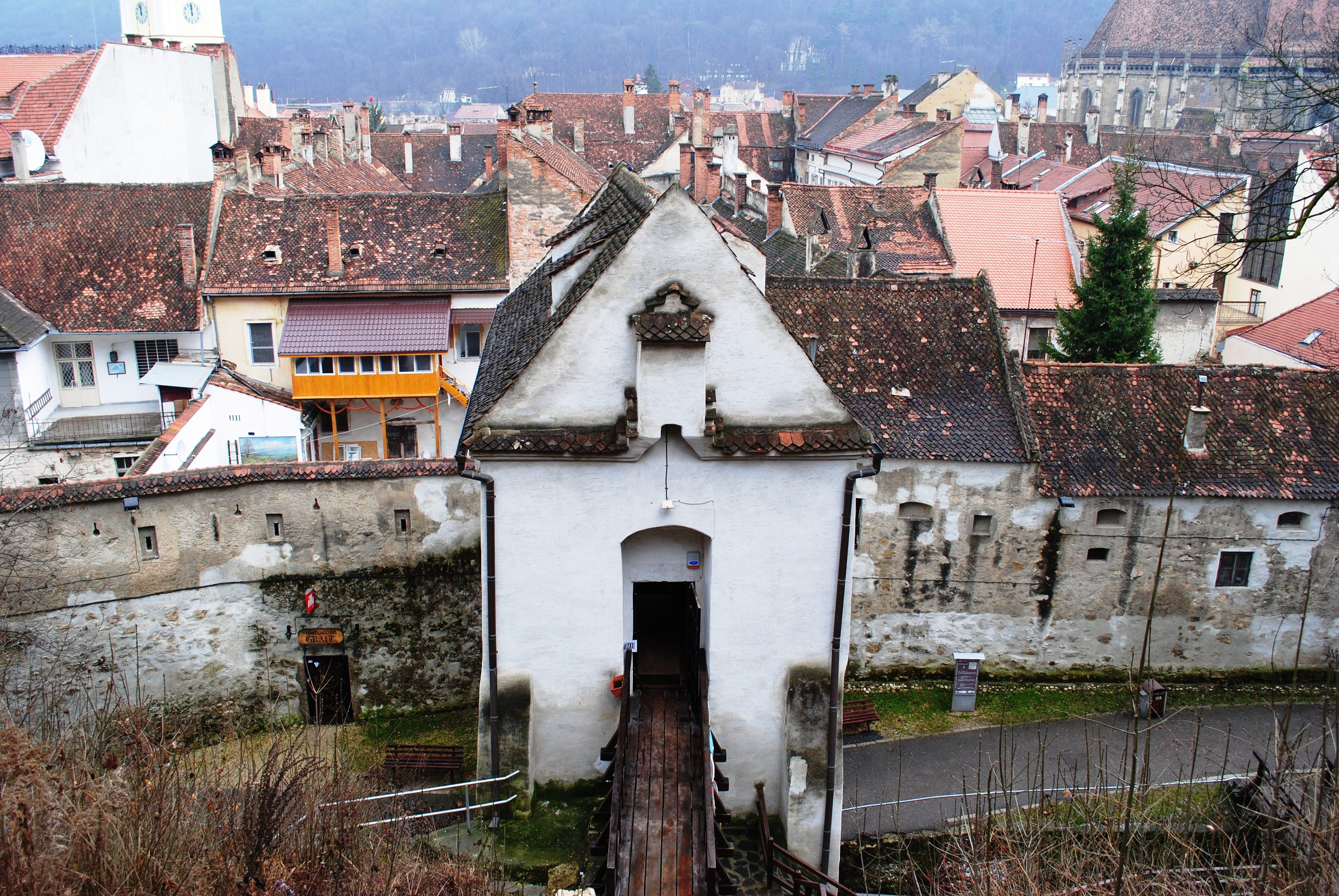
A bástya a Bácsél felől
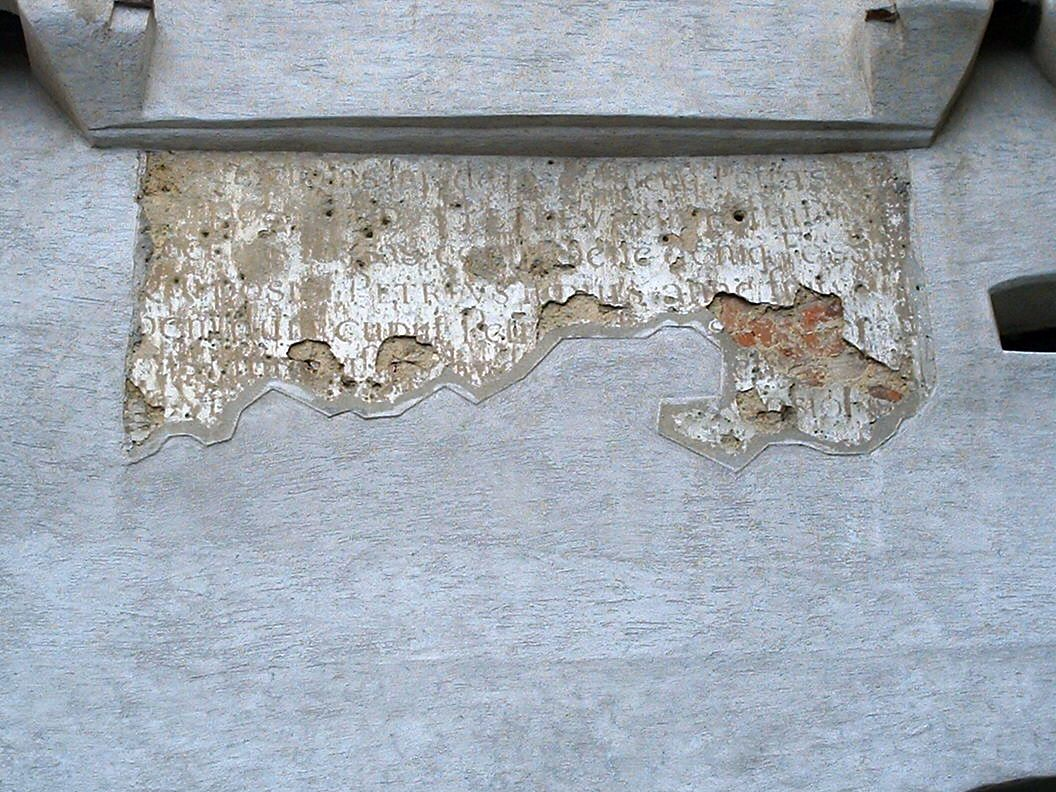
A bástya felirata